# John Carr
John Carr – brytyjski kierowca wyścigowy.

## Kariera
W wyścigach samochodowych Carr startował głównie w wyścigach samochodów sportowych. W 1935 Brytyjczyk odniósł zwycięstwo w klasie 750 24-godzinnego wyścigu Le Mans, a w klasyfikacji generalnej uplasował się na 27 pozycji.